# Abbyy
ABBYY – przedsiębiorstwo założone w 1989 roku przez Davida Yanga. ABBYY zatrudnia ponad 1250 pracowników.
ABBYY to prywatna (nienotowana na giełdzie) firma będąca własnością zewnętrznych udziałowców, jej założycieli i kierownictwa. Największym udziałowcem jest amerykański inwestor Private Equity Marlin Equity Partners, globalna firma inwestycyjna skoncentrowana na technologii.
ABBYY opracowała oprogramowanie wykorzystujące sztuczną inteligencję, oferując produkty z dziedziny rozpoznawania dokumentów i ich przekształcania. Najbardziej znana jest z optycznie rozpoznającego znaki (OCR) oprogramowania FineReader.
W maju 2006 roku ABBYY zostało nagrodzone Fujitsu Quarterly Innovative Leadership Award. Łącznie przedsiębiorstwo zdobyło ponad 150 nagród na całym świecie.

## Produkty
- ABBYY Compreno.
- ABBYY FineReader – oprogramowanie do optycznego rozpoznawania znaków (OCR); przekształca dokumenty papierowe i pliki PDF do formatu edytowalnego.
- ABBYY FlexiCapture – program do przechwytywania danych; automatycznie przetwarza różnego rodzaju dokumenty w pojedynczym potoku.
- ABBYY Recognition Server – rozwiązanie serwerowe do automatyzacji rozpoznawania dokumentów i konwersji plików PDF w dużych przedsiębiorstwach.
- ABBYY PDF Transformer – narzędzie do konwersji i tworzenia plików PDF; umożliwia przekształcanie dowolnego rodzaju plików PDF na format edytowalny.